# Верл
Верл (на немски: Werl) е град в Северен Рейн-Вестфалия, Германия в район Зост, в регион Арнсберг. Има 30 455 жители (31 декември 2012).
За пръв път Верл е населен през около 3000 пр.н.е. Там се кръстосвали два важни европейски търговски пътя.
Графовете на Верл пристигат ок. 900 г. от Мешеде във Верл, построяват замък Верл, по-късно те се изселват в Арнсберг. Архиепископът на Кьолн Херман фон Вид построява ок. 1522 г. графски дворец във Верл. През 1518 г. избухва чума. На 22 април 1549 г. половината от града изгаря.
През 1661 г. градът се прочува с чудотворната статуя на Богородица с Исус Христос. Верл става място за поклонение.